# Stanley Smith Stevens
Stanley Smith Stevens (* 4. November 1906; † 18. Januar 1973) war ein US-amerikanischer Psychologe.

## Akademischer Werdegang
1927 schrieb sich Stanley Smith Stevens in der University of Utah ein und wechselte 1929 an die Stanford-Universität, von der er 1931 einen A.B. Abschluss erhielt. Nach weiteren zwei Jahren als Assistent unter Edwin G. Boring an der Harvard-Universität erhielt er seinen Doktortitel in Psychologie. Er setzte seine psychologische Forschungstätigkeit 1932–1934 unter Hallowell Davis an der Harvard Medical School fort und wechselte von 1935 bis 1936 an die physikalische Fakultät von Harvard. Danach wechselte er an die 1934 gegründete „Psychologische Abteilung“ und wurde 1938 Assistant Professor für Psychologie. 1940 gründete er auf Bitten der US-Luftwaffe das Psychoakustik-Labor zur Untersuchung von starken Geräuschpegeln auf Menschen. 1946 wurde er zum ordentlichen Professor für Psychologie ernannt. Auf sein eigenes Drängen wurde sein Titel 1962 in „Professor for Psychophysik“ geändert.

## Wissenschaftliches Wirken
Stanley Smith Stevens schlug 1936 als Maßeinheit der subjektiven Lautheit eines Klangs die Einheit Sone vor und entwickelte zusammen mit John Volkmann und Edwin Newman die Mel-Skala für wahrgenommene Tonhöhe.
Die Messprobleme dieser beiden Skalen führten zu einer allgemeinen Abhandlung über Skalensysteme.
Mit dem Handbook of Experimental Psychology verfasste er 1951 das Standardwerk der experimentellen psychologischen Forschung. Erst 1957 führte er die Stevens’sche Potenzfunktion ein.
Als Hauptwerk gilt das posthum von seiner Frau als Herausgeberin vollendete Werk Psychophysics.

## Weitere Werke
- Volume and intensity of tones. Harvard University, 1933. (Dissertation).
- mit Fred Warshofsky: Sound and hearing. Time-Live, New York City 1965.

- Als Übersetzung: Schall und Gehör. Time-Live International, Reinbek 1966, ISBN 3-499-18015-4.

## Mitgliedschaften
1946 wurde Stevens in die American Academy of Arts and Sciences und die National Academy of Sciences gewählt. 1958 wurde er in die American Philosophical Society aufgenommen.